# Crocota griseostrigata
Crocota griseostrigata là một loài bướm đêm trong họ Geometridae.